# Angiotensin-II-Rezeptor
Über den Angiotensin-II-Rezeptor entfaltet das blutdrucksteigernde Hormon Angiotensin II (AT) seine Wirkung am Zielort. Es werden seit den 1980er Jahren jedoch mehrere Rezeptortypen durch unterschiedliche, nicht-peptidische Hemmstoffe unterschieden, wovon die beiden bestuntersuchten mit Angiotensin AT1-Rezeptor (AT1R) bzw. Angiotensin AT2-Rezeptor (AT2R) bezeichnet werden.
Beide Rezeptortypen gehören zu Familie der Rezeptoren mit sieben transmembranären Domänen, unterscheiden sich aber sowohl in der Struktur als auch in der Verteilung im Körper und damit in der Funktion deutlich voneinander.

## AT1-Rezeptor
Der AT1-Rezeptor ist ein G-Protein-gekoppelter Rezeptor, welcher in zwei Isoformen vorliegt. Der aktivierte Rezeptor bindet an die Proteine Gq/11 und Gi/o, wodurch die Phospholipase C aktiviert und die Konzentration von Calcium Ca2+ im Zytosol erhöht wird. Dies vermittelt dann auf molekularer Ebene die Effekte wie Vasokonstriktion und Stimulierung der Proteinkinase C. Der AT1-Rezeptor kann neben dem Gefäßsystem und Herzen auch in Gehirn, Niere und Nebenniere sowie in Leber und Darm nachgewiesen werden.
Durch eine Aktivierung des AT1-Rezeptors werden die schon erstmals im 19. Jahrhundert beschriebenen Effekte wie Steigerung des Blutdrucks vermittelt. Dies geschieht einerseits über eine Erhöhung des Gefäßwiderstands durch Vasokonstriktion, andererseits über eine Erhöhung der Herzkontraktilität. In der Niere wird durch ein Zusammenziehen der wegführenden Blutgefäße die Filtrationsrate möglichst konstant gehalten. In der Nebenniere stimuliert Angiotensin II über diesen Rezeptortyp die Aldosteron- und Adrenalinfreisetzung und in der Hypophyse eine Freisetzung von Vasopressin. Auch das Durstgefühl wird auf eine akute Stimulation von AT1-Rezeptoren im Hypothalamus zurückgeführt.
Daneben ist die chronische Wirkung über diesen Rezeptortyp aber auch für die bei der Entstehung der Langzeitschäden der Bluthochdruckerkrankung wichtigen Veränderungen der Blutgefäße wie vermehrtes Zellwachstum mit Fibrosierung und Unterhaltung der Entzündungsreaktion verantwortlich. Um diesen negativen Folgen bei Erkrankungen vorzubeugen, wurden spezielle Hemmstoffe dieses Rezeptors entwickelt, die sogenannten AT1-Antagonisten.

## AT2-Rezeptor
Die Wirkung über den AT2-Rezeptor sind grundsätzlich unterschiedlich und teilweise sogar gegensätzlich zu denen, die Angiotensin II über den AT1-Rezeptor ausübt. Physiologische Effekte bestehen in einer Wachstumshemmung von Endothelzellen in Herzkranzgefäßen.
Daneben führt eine experimentelle Stimulation des AT2-Rezeptors durch den selektiven Agonisten CGP 42112A zu einer vermehrten Abgabe von Stickstoffmonoxid (NO) in Schleimhäuten, was eine verbesserte Durchblutung bewirkt. In Blutgefäßen führt eine Stimulation des AT2-Rezeptors meist zu einer Senkung des Blutdrucks, allerdings manchmal nur unter einer Blockade des AT1-Rezeptors.
Bei vielen der experimentell gefundenen Wirkungen über den AT2-Rezeptor ist noch nicht geklärt, in welchem Umfang sie bei der Entstehung von Krankheiten oder deren Prävention eine Rolle spielen.